# Cestistica Spezzina
La Cestistica Spezzina è una associazione sportiva di  La Spezia, la cui squadra senior di pallacanestro femminile ha preso parte per molti anni a Serie A1 e A2.
La società ha subito un gran numero di cambi di denominazione e nel 2008 ha scambiato il proprio titolo sportivo con Livorno, per poi riacquistarlo nel 2010.

## Storia
La società è stata fondata nel 1969. Ha disputato il primo campionato di Serie A2 nel 1996-97 e nel 1997-98 è stato promossa nella massima serie. Alla seconda stagione in A1 si qualifica per i play-off ed elimina Delta Alessandria e Cerve Parma. Si ferma solo in semifinale contro l'Isab Priolo; inoltre si qualifica per la prima volta ad una competizione europea: la Coppa Ronchetti. Nel 2001 si classifica addirittura al quarto posto e nei play-off viene eliminata ancora in semifinale contro Parma. In Coppa Ronchetti raggiunge i quarti di finale. Fuori dai play-off nel 2002, in Coppa Ronchetti perde negli ottavi dal Famila Schio. Nel 2002-03 giunge al secondo posto assoluto nella stagione regolare, quindi nei play-off perde la semifinale contro la Cras Taranto.
Nel 2003-04 partecipa alla FIBA Cup perdendo nei quarti play-off, in campionato arriva al quinto posto della poule per la FIBA Cup e la stagione seguente non riesce a qualificarsi per gli spareggi. Nel 2005-06 e 2006-07 si è qualificata per i play-off con l'ultimo posto disponibile, venendo eliminata prima dal Famila Schio e poi dalla Germano Zama Faenza.
Nell'estate 2008 cede i diritti di partecipazione alla Serie A1 a Livorno. Per la stagione 2008-2009 viene inserita nel girone sud della Serie A2 con il nome di Pallacanestro Olimpia La Spezia; con soli 12 punti all'attivo termina all'ultimo posto in classifica retrocedendo direttamente in serie B d'Eccellenza. Dopo aver sfiorato la promozione ai play-off, la società acquista il titolo ancora da Livorno e viene riammessa alla Serie A2 con il nome di Basket Spezia Club.
Nel 2011 vince la Coppa Italia di Serie A2.
Nel 2013 rinuncia alla Serie A2 e riparte dalla Serie B.
Promossa in serie A2 nel 2015, disputa un campionato di vertice nel Girone B. A dicembre 2015 gioca una partita a Castel San Pietro Terme contro la Magika Pallacanestro vincendola dopo cinque tempi supplementari e stabilendo un record italiano per una gara di basket femminile, idem per Lauma Reke rimasta in campo per tutti i 65 minuti di gioco. Al termine dei play-off, vinti in finale contro Crema, ritorna in Serie A1 dopo 8 anni.

## Cronistoria
| Cronistoria della Cestistica Spezzina. |
| --- |
| - 1969 · fondazione della Marola - 1995 · diventa Pallacanestro Femminile La Spezia - 1995-96 · in Serie B, promossa in Serie A2 d'Eccellenza. - 1996-97 · nel Girone A di Serie A2 d'Eccellenza, 3ª nella Poule Promozione. - 1997-98 · 1ª in Serie A2 d'Eccellenza, promossa in Serie A1 - 1998-99 · Termomeccanica, 9ª in Serie A1, eliminata negli ottavi dei play-off - 1999-00 · diventa Athletic Basket La Spezia, sponsor Termomeccanica, 7ª in Serie A1, eliminata in semifinale play-off - 2000-01 · Termomeccanica, 4ª in Serie A1, eliminata in semifinale play-off - 2001-02 · Termomeccanica, 9ª in Serie A1. - 2002-03 · Termomeccanica, 2ª in Serie A1, partecipa ai play-off - 2003-04 · diventa Basket Spezia Club, sponsor TermoCarispe, 2ª nel Girone B di Serie A1, 4ª nel Girone A di seconda fase, 5ª nella Poule FIBA - 2004-05 · TermoCarispe, 9ª in Serie A1 - 2005-06 · TermoCarispe, 8ª in Serie A1, eliminata nei quarti dei play-off - 2006-07 · Carispe, 8ª in Serie A1, eliminata nei quarti dei play-off - 2007-08 · Carispe, 8ª in Serie A1, eliminata nei quarti dei play-off, cede il titolo a Livorno - 2008-09 · diventa Pall. Olimpia La Spezia, sponsor TermoCarispe, 14ª nel Girone Sud di Serie A2, retrocessa in Serie B d'Eccellenza - 2009-10 · 1ª nel Sottogirone A1 di Serie B d'Eccellenza, 1ª in Poule Promozione A, vince i play-off, promossa in Serie A2 - 2010-11 · diventa Cestistica Spezzina, sponsor Termocarispe, 2ª nel Girone Sud di Serie A2, eliminata in semifinale play-off, vincitrice della Coppa Italia di Serie A2 (1º titolo). - 2011-12 · Termocarispe, 1ª nel Girone Sud di Serie A2, eliminata in semifinale play-off - 2012-13 · Carispezia Termo, 2ª nel Girone Sud di Serie A2, eliminata nei quarti dei play-off. Rinuncia all'iscrizione e riparte dalla Serie B. - 2013-14 · 11ª in Serie B toscana. - 2014-15 · 3ª in Serie B toscana, vince il Gruppo B dei play-off, promossa in Serie A2. - 2015-16 · Carispezia Termo, 1ª nel Girone B di Serie A2, vince i play-off, promossa in Serie A1. - 2016-17 · Carispezia, 12ª in Serie A1, perde i play-out, retrocessa in Serie A2. - 2017-18 · Carispezia, 6ª nel Girone Sud di Serie A2, quarti di finale play-off. - 2018-19 · Carispezia, 1ª nel Girone Sud di Serie A2, quarti di finale play-off. - 2019-20 · CA Carispezia, 3ª nel Girone Sud di Serie A2 (campionato interrotto). - 2020-21 · Crédit Agricole, 8ª nel Girone Sud di Serie A2, quarti di finale play-off. - 2021-22 · 2ª nel Girone Sud di Serie A2, quarti di finale play-off. |

## Palazzetto
La squadra fino al 2015 ha utilizzato vari palazzetti di La Spezia, il PalaSprint e il PalaMariotti, finendo per stabilirsi nell'impianto di Montepertico.
Con la conquista della massima serie nel 2016 la squadra fa ritorno al PalaSprint.

## Allenatori
- 1995-2002  Mirco Diamanti[12][13]
 Massimiliano De Santis (da mar. 2002)
- 2002-2003  Claudio Agresti[14]
- 2003-2004  Manrico Vaiani
- 2004-2006  Mirco Diamanti
 Massimiliano De Santis (da dic. 2005)
- 2006-2007  Massimiliano De Santis
 Giovanni Papini (dic. 2006)
- 2007-2008  Giovanni Papini
- 2008-2009  Giuseppe Piazza
 Piergiorgio Manfrè (da dic. 2008)

---
- 2010-2012  Maurizio Scanzani
- 2012-2013  Massimiliano De Santis

---
- 2015-2017  Marco Corsolini
 Loris Barbiero (da dic. 2016)
- 2017-oggi  Marco Corsolini

## Palmarès
- Coppa Italia di Serie A2: 1
2010-2011

## Statistiche e record

### Partecipazione ai campionati
| Livello | Categoria             | Partecipazioni | Debutto   | Ultima stagione | Totale |
| ------- | --------------------- | -------------- | --------- | --------------- | ------ |
| 1º      | Serie A1              | 11             | 1998-1999 | 2016-2017       | 11     |
| 2º      | Serie A2 d'Eccellenza | 2              | 1996-1997 | 1997-1998       | 12     |
| 2º      | Serie A2              | 10             | 2008-2009 | 2019-2020       | 12     |
| 3º      | Serie B d'Eccellenza  | 1              | 2009-2010 | 2009-2010       | 1      |

La Cestistica Spezzina ha disputato complessivamente 24 stagioni sportive a livello nazionale.

### Partecipazione alle coppe

#### Competizioni nazionali
| Competizione          | Partecipazioni | Debutto | Ultima edizione |
| --------------------- | -------------- | ------- | --------------- |
| Coppa Italia          | 5              | 2000    | 2017            |
| Coppa Italia Serie A2 | 5              | 2011    | 2019            |

#### Competizioni internazionali
| Competizione    | Partecipazioni | Debutto   | Ultima stagione |
| --------------- | -------------- | --------- | --------------- |
| Coppa Ronchetti | 2              | 2000-2001 | 2001-2002       |
| Fiba Cup        | 1              | 2003-2004 | 2003-2004       |